# Ommadawn
Vous lisez un « bon article » labellisé en 2012.
Albums de Mike Oldfield
The Orchestral Tubular Bells
(1975) Incantations
(1978)
Ommadawn est le troisième album studio du musicien britannique Mike Oldfield, paru en octobre 1975 chez Virgin Records. Il clôt la trilogie amorcée avec Tubular Bells (1973), succès critique et commercial colossal et poursuivie avec Hergest Ridge (1974), qui s'est bien vendu mais qui a connu de sévères critiques. Comme ces deux opus, Ommadawn se compose de deux suites d'environ vingt minutes, qui occupent chacune une face du disque. En novembre, il se hisse à la quatrième place des charts britanniques.
La majeure partie de l'album est enregistrée au Beacon, la maison d'Oldfield dans le Herefordshire, où il a installé un studio. Paddy Moloney, leader des Chieftains, est invité à jouer de la cornemuse irlandaise, tandis que le groupe sud-africain Jabula joue des percussions africaines. Ces influences celtiques et africaines permettent à Oldfield de créer une composition préfigurant la world music. Ommadawn est par ailleurs associé à la musique new age.
En juin 2010, l'album est ressorti sous le label Mercury avec du contenu additionnel.

## Historique

### Contexte
Le premier album de Mike Oldfield, Tubular Bells, sort en 1973. C'est un succès inattendu qui, en plus de lancer véritablement le label Virgin Records créé par Richard Branson (et donc Virgin Group), place brusquement son jeune auteur sur le devant de la scène musicale. Complètement déstabilisé par cette soudaine notoriété, il se retire à la campagne dans une maison du Herefordshire, dans l'Ouest de l'Angleterre, près de la frontière galloise. Son second album, Hergest Ridge, du nom d'une colline avoisinante, se hisse à la première place des charts anglais à l'automne 1974, malgré des critiques négatives, qui estiment qu'il se contente de reproduire la recette de son illustre prédécesseur et que Mike Oldfield n'est en fin de compte qu'un one-hit wonder. Le fait que l'album soit dépassé seulement trois semaines plus tard par Tubular Bells, qui remporte en mars 1975 le Grammy Award de la meilleure composition instrumentale,,,, tend à confirmer cette vision des choses.
En janvier, soit quelque temps après le début de l'enregistrement, Mike Oldfield apprend le décès de sa mère. Par la suite, il affirmera que sa seule consolation durant cette période consistait à s'immerger totalement dans sa musique,.

### Enregistrement
« J'avais décidé que je ne voulais dépendre de personne pour mon prochain album. Je voulais être musicien, producteur et ingénieur du son,. »

— Mike Oldfield
L'enregistrement d'Ommadawn débute en janvier 1975. Il s'effectue sur un magnétophone 24 pistes, installé par Virgin Records à la demande de Mike Oldfield dans sa maison du Herefordshire, The Beacon. Le studio étant situé sur une colline, l'acheminement des instruments, parmi lesquels un piano à queue, s'avère difficile. Plusieurs mois après le début de l'enregistrement survient un important incident : le magnétophone multipiste s'avère défectueux et, après les très nombreux overdubs effectués par Oldfield, il commence à en pâtir. « [Le magnétophone] commença à s'effriter et accumuler la poussière. Je me souviens que je devais nettoyer les têtes d'enregistrement de l'appareil toutes les vingt minutes environ […] Plus j'essayais d'enregistrer cette musique et plus la bande s'abîmait, ». Virgin lui envoie un magnétophone identique, qui lui permet de travailler sur une copie de la bande maîtresse, et l'ingénieur du son Philip Newell est appelé en renfort mais le problème se répète. Alors que la première face de l'album est presque terminée, la qualité du son a tellement souffert de ces avaries que Mike Oldfield décide de tout recommencer en utilisant un enregistreur qui fonctionne correctement. Ces contretemps le découragent, mais lui permettent d'éviter de faire à nouveau les mêmes erreurs,.
Oldfield rappelle donc Leslie Penning et Don Blakeson pour qu'ils ré-enregistrent leurs parties. Il fait aussi appel au violoncelliste David Strange et aux musiciens du Hereford City Band, dirigé par Penning. Pour les percussions africaines, Oldfield s'adresse, sur une suggestion de Simon Draper de Virgin, à Jabula, un groupe sud-africain de quatre percussionnistes conduits par Julian Bahula. Leurs parties sont enregistrées au Manor Studio, le studio de Richard Branson à Shipton-on-Cherwell dans l'Oxfordshire, car il n'y a pas assez de place au Beacon. Il ne faut qu'une journée d'enregistrement pour avoir une prise parfaite, obtenue par les musiciens sous l'influence de la marijuana. Après l'avoir écouté au Beacon, Oldfield se rend compte qu'il serait « fabuleux » d'ajouter des chants à la fin de la première partie. Il appelle en conséquence Clodagh Simonds qui enchaîne plusieurs performances qui sont mixées les unes sur les autres. Il enregistre ensuite une partie jouée avec des marimbas en bois. La touche finale apportée à la première partie d'Ommadawn correspond à l'apport des timbales de Pierre Moerlen, alors en contrat sous Virgin avec le groupe Gong. En tout, il faut plusieurs mois pour que la première face de l'album soit achevée.
La seconde partie est terminée plus rapidement. Mike Oldfield invite Paddy Moloney, membre des Chieftains, à jouer de la cornemuse irlandaise. Sa partie a probablement remplacé celle enregistrée par un certain « Herbie », vraisemblablement un musicien local, crédité pour les Northumbrian bagpipes (cornemuses du comté de Northumberland). Enfin, Oldfield enregistre On Horseback, une chanson écrite avec son ami photographe William Murray, inspirée de randonnées équestres avec lui et Leslie Penning. Il est accompagné au chant d'Abigail, Briony, Ivan et Jason Griffiths, les enfants d'un ami restaurateur local.

### Épilogue

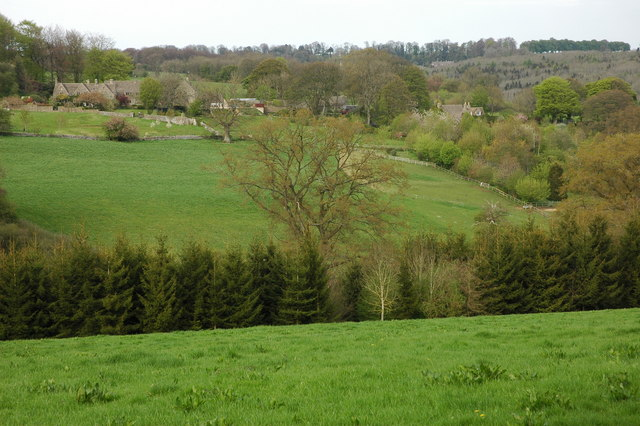
Vue de Througham Slad.

Alors qu'Ommadawn atteint les sommets des charts, et après avoir hésité à faire appel à un architecte pour une construction, Oldfield déménage à Througham Slad, une maison en pierre des Cotswolds, près du petit village de Througham dans le Gloucestershire, dont certaines parties datent du XIIIe siècle, et qui lui a coûté 82 000 £. L'endroit lui paraît idéal : il n'y a pas de voisins à moins d'un demi-mille. Il effectue des travaux, fusionne plusieurs pièces pour obtenir de grandes salles et surtout, installe un studio. Il retourne au Manor afin d'enregistrer une nouvelle version de la pièce traditionnelle In Dulci Jubilo, en utilisant les bases d'un enregistrement précédent sorti sur la face B d'un single en février 1975. La nouvelle version, ajoutée à On Horseback, paraît en single en novembre 1975 sous le numéro de catalogue Virgin VS 131 et atteint la quatrième place du UK Singles Chart. En janvier 1976, il travaille dans son nouveau studio où il enregistre les morceaux traditionnels Portsmouth et Argiers avec Leslie Penning. En octobre, Virgin sort Boxed, une compilation regroupant la trilogie composée de Tubular Bells, Hergest Ridge et Ommadawn, ainsi qu'un disque présentant des collaborations avec Leslie Penning et David Bedford. Le 29 novembre 1976, Portsmouth sort en single. Il atteint la troisième place des charts au Royaume-Uni et est un succès à travers toute l'Europe.
En 1976, Mike Oldfield commence à suivre une thérapie pour exorciser une enfance difficile et apprendre à vivre en société. Il en sort physiquement et psychologiquement transfiguré,. En 1977, il entame dans son nouveau studio, désormais achevé, l'enregistrement d'Incantations, qui sort en 1978. The Beacon devient brièvement une maison d'hôtes.

## Caractéristiques artistiques
Dans une interview accordée en juin 1980, Mike Oldfield déclare s'être inspiré pour Tubular Bells et Ommadawn des albums In the Court of the Crimson King (1969) de King Crimson et A Rainbow in Curved Air (1969) de Terry Riley, ainsi que du guitariste John Renbourn, sans plus de précisions.

### Part One
| Structure d'Ommadawn Part One selon Ryan Yard                                     |               |
| Premier thème, sans introduction x                                                | 0:00 – 1:08   |
| Descente chromatique vers le second thème x 1                                     | 1:16 – 1:45   |
| Répétition de l'exposition du premier thème avec élaboration et rubato x 3        | 1:45 – 2:36   |
| Descente chromatique vers le second thème x 2                                     | 2:43 – 4:11   |
| Pont musical vers une nouvelle clé (Fa mineur)                                    | 4:11 – 4:26   |
| Développement (sous forme de variations) Variation 1 nouvelle clé (Mi mixolydien) | 4:26 – 6:10   |
| Variation 2 nouvelle clé (Mi majeur)                                              | 6:10 – 6:58   |
| Variation 3 nouvelle clé (Mi majeur / La majeur)                                  | 6:58 – 8:16   |
| Variation 4 nouvelle clé (Fa# majeur)                                             | 8:16 – 9:47   |
| Variation 5 nouvelle clé (Mi mixolydien)                                          | 9:47 – 11:08  |
| Récapitulation en nouvelle clé (Mi mineur) premier thème x 2                      | 11:08 – 11:46 |
| Échelle descendante vers le second sujet x 1                                      | 11:57 – 12:28 |
| Coda étendu basé sur un refrain principal x 7 (avec percussions africaines)       | 12:28 – 15:48 |
| Pont musical vers le final                                                        | 15:48 – 16:53 |
| Premier thème, tutti, en nouvelle clé (Sol# mineur)                               | 16:53 – 18:28 |
| Percussions africaines s'effaçant progressivement                                 | 18:28 – 19:23 |

Bien qu'Oldfield n'ait pas suivi de formation classique et bien qu'il n'ait pas nécessairement pris cette décision de manière raisonnée, malgré son goût pour les œuvres de Frederick Delius et Jean Sibelius, la première partie d'Ommadawn évoque une sonate, même si elle n'en présente pas strictement les caractéristiques. Le développement se fait sous la forme de cinq variations faites sous divers modes et instrumentations.
À partir de 12:28 débute une coda. Le même thème est entendu sept fois. À chaque répétition, un nouvel élément est ajouté afin de se rapprocher du climax émotionnel. En avril 1979, Oldfield aurait déclaré au Melody Maker, à propos de la fin du morceau, qu'il s'agissait du « son de [son] explosion [sic] hors du vagin de [sa] mère ».
À partir de 12:28 et jusqu'à 15:48, un chœur féminin répète sept fois les mêmes paroles en irlandais, transcrites phonétiquement par « Ab yul ann-i idyad awt en yab na log a toc na awd taw may on ommadawn egg kyowl ommadawn egg kyowl ». C'est Clodagh Simmonds, irlandaise, qui a écrit ses paroles avant de les chanter. La première chose qui lui vint en tête fut « Daddy's in bed / The cat's drinking milk / I'm an idiot / And I'm singing » (« Papa est au lit / La chat est en train de boire du lait / Je suis un idiot / Et je chante ») et quelqu'un d'autre, peut-être sa mère, s'est occupé de la traduction. Après avoir vu les paroles écrites, Oldfield est intéressé par le terme Ommadawn et trouve qu'il ferait un bon titre pour l'album, jusque-là intitulé Pickles On My Glockenspiel (Cornichons sur mon Glockenspiel). En gaélique irlandais, Ommadawn s'écrit correctement Amadan et signifie « idiot », « sot » ou « fou ». Ce sont des êtres féeriques, qu'il faut éviter : si on est touché par l'un d'entre eux, on est paralysé, possiblement définitivement. La seule protection envisageable consiste à faire appel à Dieu.
Il est possible qu'Amadan soit une sorte de message caché. Mike Oldfield utilise ce procédé au moins une fois dans sa carrière, avec Amarok, lorsqu'il insère un message en morse, « Fuck Off RB », (en référence à Richard Branson, avec qui Oldfield est alors en mauvais termes).

### Part Two

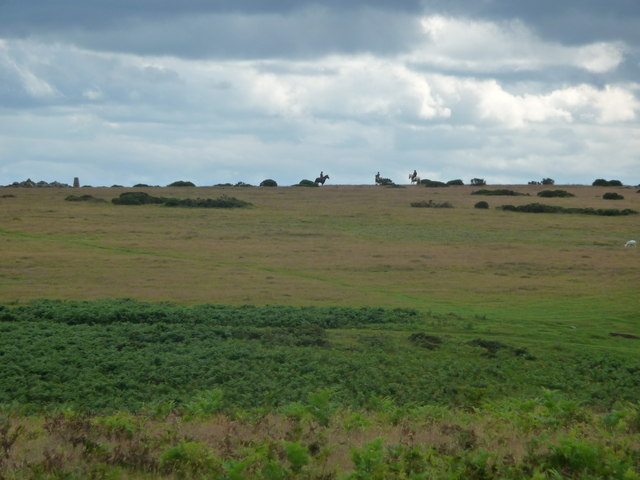
Promenade équestre, Hergest Ridge.

La deuxième partie commence par des arpèges, plus calmement que la première. Elle ressemble à un anti-climax, qui se rapproche de l'ambiance pastorale de Hergest Ridge. Paddy Moloney, qui joue des uilleann pipes, s'approprie presque la mélodie du morceau.
Les paroles de la deuxième partie se concentrent toutes sur On Horseback, écrite par Mike Oldfield et William Murray, qui fait référence à leurs randonnées équestres avec Leslie Penning. Elle se termine d'ailleurs par les termes « You know, I'd rather be on horseback » (« Tu sais, je préfèrerais être sur le dos d'un cheval »), leitmotiv du morceau. Selon Ryan Yard, la musique et les paroles d'On Horseback reflètent bien le caractère de Mike Oldfield à l'époque : jeunesse, naïveté, innocence, face à un monde dans lequel il ne se sent pas en sécurité.
Au troisième couplet, la phrase « Some make chaos, and others, toys » (« certains produisent du chaos, d'autres, des jouets ») a longtemps été un point de discorde entre fans, le mot « chaos » étant confondu avec « cars » (« voitures »).

### Pochette
La photographie de la pochette représente Mike Oldfield derrière une fenêtre par temps pluvieux. Elle a été prise par le photographe anglais David Bailey. Près de quinze années plus tard, William Murray tente de suivre son exemple pour la pochette d'Amarok mais il est forcé d'admettre que ce n'est pas une tâche facile et reconnaît que la photographie originale, malgré son apparente simplicité, montre à quel point David Bailey est un photographe talentueux.

## Accueil

### Succès critique et commercial
Dans la semaine du 15 novembre 1975, Ommadawn atteint la douzième place du UK Albums Chart. Il culmine les deux semaines suivantes à la quatrième place et reste dans les classements britanniques jusqu'en avril 1976,,. Il est finalement certifié or par la British Phonographic Industry pour s'être vendu à au moins 100 000 exemplaires,. L'album est un succès aux Pays-Bas, puisqu'il atteint la seconde place des charts et y figure durant quatorze semaines. Aux États-Unis, Ommadawn n'atteint que la 146e place du Billboard 200.
L'album est particulièrement apprécié par la critique. Robin Denslow du Guardian livre par exemple de très bons commentaires. Pour Karl Dallas du Melody Maker, Ommadawn, autoportrait de Mike Oldfield (« évidemment, avec une personnalité à ce point introvertie, chaque morceau que Mike Oldfield produit est un reflet de son âme »), est un « monstre », plus riche que ses deux prédécesseurs.
En 2010, Aymeric Leroy salue un album qui, en plus de relever le niveau après un décevant Hergest Ridge, est capable de « faire jaillir l'émotion ». Pour Jérôme Alberola, « la première partie est largement la plus belle, développant une trame tantôt extrêmement sereine, tantôt virevoltante et légère, mais toujours exécutée avec une confondante fluidité ». Il souligne ainsi le solo de guitare de 9:50 à 11:55.
Comme Mike DeGagne d'AllMusic, il insiste également sur la remarquable combinaison du folklore irlandais et de la musique africaine, qui atteint son paroxysme lorsque le thème principal de l'œuvre, joué en introduction de manière celtique, est repris à l'aide de tous les instruments de 11:56 à la fin du morceau en y ajoutant les percussions africaines. « Touché par la grâce divine, Mike Oldfield y déploie une musique combinant mysticisme et force qui se renforcent mutuellement dans un crescendo de transe hypnotique, débutant par une sereine invitation à la méditation pour atteindre un degré paroxystique de spiritualité rarement, voire, peut-être, jamais atteint ». Frédéric Delâge parle, pour cette première partie, d'un « chef-d'œuvre ».
La deuxième partie est dite « moins forte en ambiance ». On Horseback est qualifiée de « joyeuse chanson » ; pour Jean-Guillaume Lanuque du Big Bang Magazine, elle est « campagnarde et apaisante, avec un air facilement mémorisable, et des chœurs d’enfants légèrement conventionnels ». Pour Cyrille Delanlssays (AmarokProg), c'est une « chanson naïve aux arpèges arc-en-ciel ». Karl Dallas la qualifie de « kitsch » ; c'est pour lui le genre de morceau que l'on adore ou déteste.
Jean-Marc Bailleux, dans le Rock & Folk de décembre 1975, fait un constat bien plus mitigé. D'un côté, il trouve que la musique est « agréable, douce, qu'elle est JOLIE [sic], par instants belle, qu'elle coule et se laisse entendre […] sans effort ». Mais il la déclare aussi « creuse, le plus souvent vide d'émotion et, en tout cas, de sens ». Selon lui, Mike Oldfield exploite le même filon musical depuis plusieurs années sans chercher à se renouveler ; il regrette que les moyens que le musicien a expérimentés sur Tubular Bells soient désormais devenus des fins.

« On retrouve sur Ommadawn tous les procédés qui étaient les trouvailles de Tubular Bells et qui, après avoir resservi pour Hergest Ridge, reparaissent ici quelque peu éculés. C'est toujours pareil : les mêmes emplois des mêmes instruments, les mêmes surimpressions, les mêmes sonorités ; avec la petite nouveauté de rigueur, ici les bagpipes. »

— Jean-Marc Bailleux, Rock & Folk n°107

### Postérité
Le mélange afro-celtique initié sur Ommadawn préfigure la world music,,, popularisée dans les années 1980 (notamment par Peter Gabriel, ex-leader de Genesis, dont la musique est, comme celle d'Oldfield, considérée comme du rock progressif). À l'instar de Tubular Bells, l'un des premiers albums à être formellement classé ainsi, on peut aussi lier l'album à la new age,.
Aux côtés de The Orchestral Tubular Bells, The Orchestral Hergest Ridge (jamais publié en CD), Incantations et Portsmouth, Ommadawn est utilisé pour la bande son du film The Space Movie de la NASA sorti en 1979. Ommadawn est même utilisé dans des films pornographiques, Pandora's Mirror et Hot Dreams, sortis en 1983.

### Rééditions
Le 29 octobre 1976, une version quadriphonique est publiée par Virgin dans la compilation Boxed.
Le 7 juin 2010, Ommadawn ressort sous le label Mercury Records, qui a obtenu le transfert des droits sur les albums qu'Oldfield a fait alors qu'il était sous contrat avec Virgin. La ressortie comprend un nouveau mix 5.1 exécuté par Oldfield et une piste titrée Lost Version (« version perdue »), une démo originale de la première partie qu'on pensait perdue et qui comporte d'autres paroles mettant en scène Mike Oldfield en discussion avec lui-même. Dans le cadre de l'opération Back to Black, un vinyle 180 grammes sort également,.

### Suite
En 2016 Mike Oldfield enregistre une suite à cet album, intitulée Return to Ommadawn.

## Titres

### 1975
| 1.    | Part One                       | 19:14 |
| 2.    | Part Two incluant On Horseback | 17:17 |
| 36:31 |                                |       |

### Rééditions 2010 de Mercury Records
Référence pour la durée des morceaux : Universal Music

#### Standard Edition
| No | Titre                              | Durée |
| -- | ---------------------------------- | ----- |
| 1. | Ommadawn (Part One)                | 19:05 |
| 2. | Ommadawn (Part Two) / On Horseback | 17:20 |
| 3. | In Dulce Jubilo                    | 2:51  |
| 4. | First Excursion                    | 5:56  |
| 5. | Argiers                            | 3:57  |
| 6. | Portsmouth                         | 2:04  |

- Pistes 1 et 2 : 2010 Stereo Mix

#### Deluxe Edition
| 1. | Ommadawn (Part One)                | 19:05 |
| 2. | Ommadawn (Part Two) / On Horseback | 17:20 |
| 3. | In Dulce Jubilo                    | 2:51  |
| 4. | First Excursion                    | 5:56  |
| 5. | Argiers                            | 3:57  |
| 6. | Portsmouth                         | 2:04  |

- Pistes 1 et 2 : 2010 Stereo Mix

| 1. | Ommadawn (Part One)                | 19:10 |
| 2. | Ommadawn (Part Two) / On Horseback | 17:11 |
| 3. | Ommadawn (Lost Version)            | 17:10 |

| 1. | Ommadawn (Part One)                | 19:04 |
| 2. | Ommadawn (Part Two) / On Horseback | 17:22 |
| 3. | In Dulci Jubilo                    | 3:04  |
| 4. | Portsmouth                         | 2:03  |

- Pistes 1 et 2 : 2010 Surround Mix
- Pistes 3 et 4 : Contenu visuel (vidéos promotionnelles originales)

#### Back To Black Vinyl Edition
| No | Titre                              | Durée |
| -- | ---------------------------------- | ----- |
| 1. | Ommadawn (Part One)                | 19:10 |
| 2. | Ommadawn (Part Two) / On Horseback | 17:11 |

- Mix original de 1975

## Musiciens
Les informations proviennent initialement du livret fourni avec l'édition 2010 du CD. Plusieurs éléments s'y ajoutent.
- Mike Oldfield – harpe celtique[36], guitares électriques (dont une Fender Telecaster et une Gibson Les Paul SG Junior[36]), basse semi-acoustique, basse Fender Precision[36], guitare folk, guitare acoustique [Note 9], guitare douze cordes Martin D12-28[36],[37], guitare classique Ramirez 1A[36], lap steel guitar[1], mandoline, bodhrán, bouzouki, banjo Epiphone 5 cordes[36], épinette, Grand piano Bösendorfer[1],[36], orgues électroniques Farfisa et Lowrey[36], synthétiseur ARP 2600[36], glockenspiel, percussions diverses, paroles et chant (non crédité[1]) sur On Horseback
- Terry Oldfield – flûte de Pan
- Paddy Moloney – uilleann pipes[1]
- Leslie Penning – flûte à bec, direction du The Hereford City Band
- The Hereford City Band – cuivres[1]
- Don Blakeson – trompette
- Herbie – northumbrian smallpipes (en partie supprimé)
- Sally Oldfield – chant
- Clodagh Simonds – chant
- Bridget St John – chant
- David Strange – violoncelle
- William Murray – percussions, textes pour On Horseback
- Pierre Moerlen – timbales
- Jabula (Julian Bahula, Ernest Mothle, Lucky Ranku et Eddie Tatane) – percussions africaines
- The Penrhos Kids (Abigail, Briony, Ivan et Jason Griffiths) – chœurs

## Classements

### Hebdomadaires
| Classement (1975–1976)        | Meilleure position |
| ----------------------------- | ------------------ |
| Canada (RPM 100 Albums)       | 74                 |
| États-Unis (Billboard 200)    | 146                |
| Pays-Bas (Mega Album Top 100) | 2                  |
| Royaume-Uni (UK Albums Chart) | 4                  |
| Suède (Sverigetopplistan)     | 42                 |

| Classement (2010)    | Meilleure position |
| -------------------- | ------------------ |
| Espagne (Promusicae) | 45                 |
| Grèce (IFPI)         | 16                 |

### Annuels
| Classement (1976)             | Position |
| ----------------------------- | -------- |
| Pays-Bas (Mega Album Top 100) | 36       |